# Colt's Manufacturing Company
Компанија Колт (енгл. Colt's Manufacturing Company), амерички произвођач ручног ватреног оружја основан 1836. године.

## Оснивање
Амерички проналазач Семјуел Колт (1819-1862) је 1836. патентирао револвер на добош (Колт Патерсон), са пуњењем спреда и паљењем на капислу, чија је производња, због неуспеха, обустављена 1842. После тога посветио се развоју подводне батерије, подводних експлозивних мина за одбрану обале и подводне телеграфије. Иако први револвери нису донели профит, Колтов патент дао му је монопол у производњи револвера на америчком тржишту. Ситуација се поправила 1847. када су Тексашки ренџери наручили 1.000 комада усавршеног модела његовог револвера (Колт Вокер) током америчког рата са Мексиком. Касније, његови револвери Колт модел 1860 масовно су коришћени у Америчком грађанском рату.

## Производи
После Колтове смрти, његова компанија наставила је да развија и усавршава нове моделе револвера. Нарочити успех постигли су револвери Колт Миротворац модел 1873 који су масовно коришћени од америчке војске и цивила у насељавању Дивљег запада. Револвери Колт модел 1917 задржали су се у америчкој војсци до Другог светског рата.
Најпознатији производи ове компаније:
- Колт Патерсон модел 1836, револвер на капислу.
- Колт Вокер модел 1847, револвер на капислу.
- Колт модел 1860, револвер на капислу.
- Колт Миротворац модел 1873, револвер са сједињеним метком и ударном иглом.
- Колт модел 1911, аутоматски пиштољ.[4]
- Колт модел 1917, револвер.[2]